# استافیلوکوکوس اورئوس مقاوم به وانکومایسین
استافیلوکوک اورئوس مقاوم به وانکومایسین(به انگلیسی: Vancomycin-resistant Staphylococcus aureus) (VRSA) سویه‌هایی از استافیلوکوکوس اورئوس هستند که در برابر وانکومایسین که یک آنتی بیوتیک گلیکوپپتیدی است مقاوم شده اند.

## مطالعه بیشتر
- Chang, Soju; Sievert, Dawn M.; Hageman, Jeffrey C.; Boulton, Matthew L.; Tenover, Fred C.; Downes, Frances Pouch; Shah, Sandip; Rudrik, James T.; Pupp, Guy R. (April 3, 2003). "Infection with Vancomycin-Resistant Staphylococcus aureus Containing the vanA Resistance Gene". New England Journal of Medicine. 348 (14): 1342–1347. doi:10.1056/NEJMoa025025. ISSN 0028-4793. PMID 12672861.